# شیر جنوب‌غربی آفریقا
شیر آفریقایی (نام علمی: Panthera leo bleyenberghi) نام یک زیرگونه از گونه شیر و پس از ببر به عنوان دومین گربه سان بزرگ جهان شناخته می‌شود. این شیر در کشورهای نامیبیا، آنگولا، زئیر، غرب زیمبابوه، و شمال بوتسوانا زندگی می‌کند. طول بدن نرها با افزودن اندازه دم ۲٫۸۴ و وزن آنها ۱۵۰ تا ۲۲۵ کیلوگرم و وزن ماده‌ها ۱۱۸ تا ۱۴۴ در این زیرگونه، طول نرها ۲٫۰۸–۱٫۸۶ متر بدون حساب دم و طول بدن ماده‌ها ۱٫۶۰ تا ۱٫۸۴ متر است. مانند دیگر شیرهای آفریقایی، این شیرها نیز به‌صورت گروهی از انواع گورخر، کل یالدار، شاخ‌درازان، و گراز زگیل‌دار و به ندرت از جانداران بزرگی مانند فیل و کرگدن تغذیه می‌کنند.

## در مقایسه با شیر بربری
شیر آفریقایی در مقایسه با شیر بربری جثه ایی برابر دارد و یالش کمی کم پشت تر است و به ندرت پیش می‌آید که یالش هم اندازه شیر بربری باشد و موهای آرنج و پهلو را داشته باشد

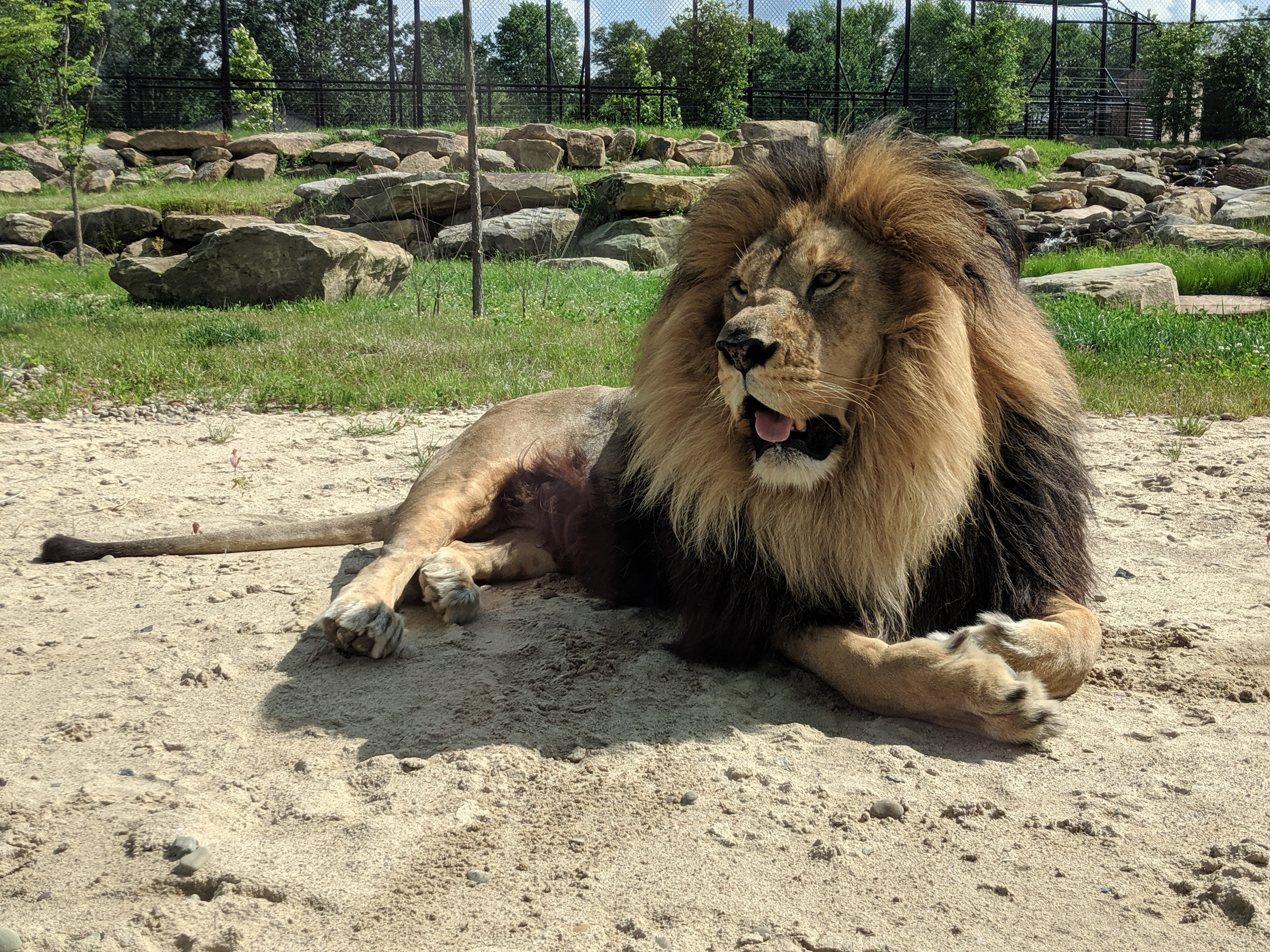
شیر نر بربری

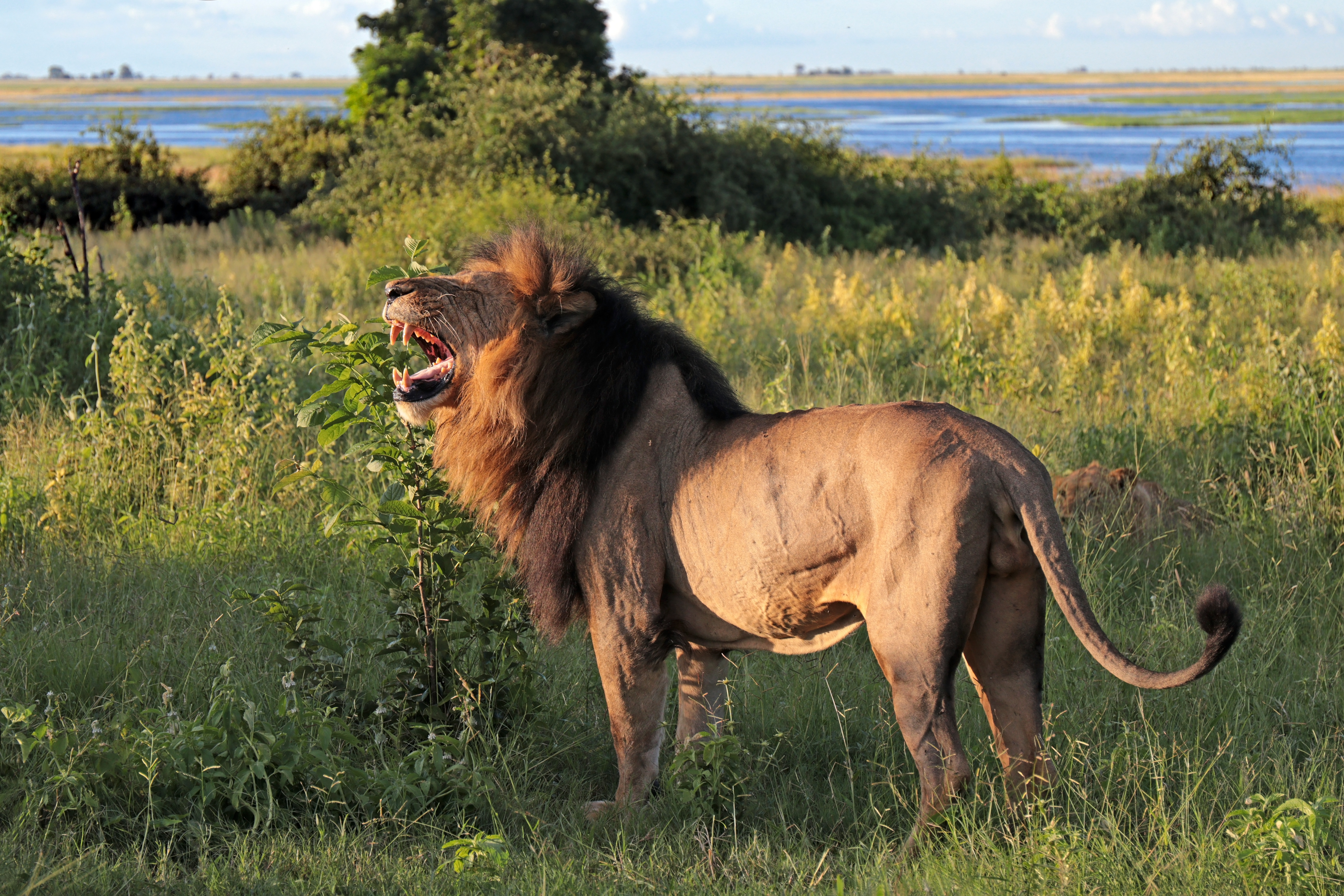
شیر نر آفریقایی